# Milking the Goatmachine
I Milking the Goatmachine sono un gruppo death metal / grindcore fondato nel 2008 e composto da Goatfreed Udder (voce, batteria e chitarra) e Goatleeb Udder (chitarra e basso). Dal vivo sono affiancati da Tony Goatana (chitarra) e Lazarus Hoove (basso). Tutti i membri della band usano pseudonimi più o meno correlati alle capre e si presentano sempre con una maschera da capra.

## Storia dei Milking the Goatmachine
I Milking the Goatmachine, con un gioco dada / situazionista, dichiarano di provenire dal pianeta GoatEborg. Lì i fondatori Goatfreed e Goatleeb hanno iniziato a suonare assieme dopo essersi ubriacati di Udder-Booze (una specialità di GoatEborg) e sono divenuti famosi per aver diffuso ovunque sul pianeta il "verbo del grind". Poi, visto che la scena grind sul loro pianeta natale era ormai ricca, hanno pensato di scendere sulla Terra per fare lo stesso.
La band fu fondata in Germania nel 2008 e dopo i primi spettacoli, furono scoperti dall'etichetta Nuclear Blast, che offrì loro un contratto ed una produzione con la sotto-etichetta Anstalt Records. Da qui nacque il loro primo album intitolato Back from the Goats (2009), al quale seguirono concerti ed un tour europeo. Il disco proponeva una miscela ben suonata e prodotta di goregrind (ironicamente ribattezzato goat grind), death metal e thrash metal tutto incentrato sul tema delle capre, e vedeva anche una cover di Surf Nicaragua dei Sacred Reich, reintitolata per l'occasione Surf Goataragua.

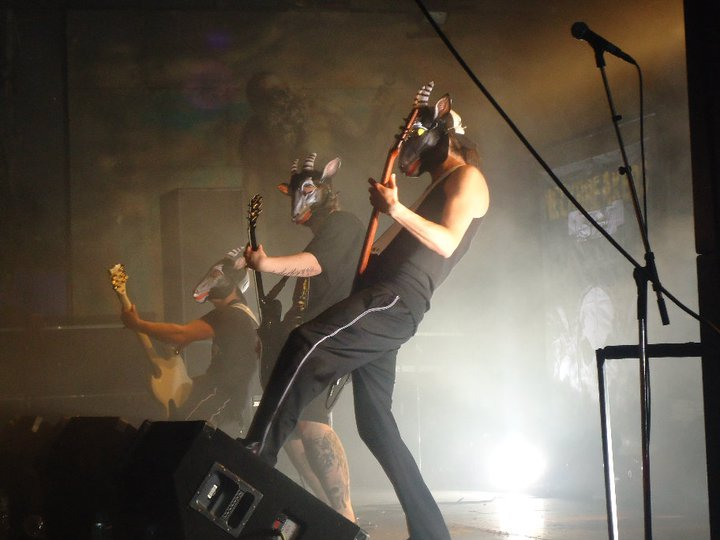
I Milking the Goatmachine a Stoccarda durante il Neckbreakers Ball Tour del 2011.

Nel 2010 i Milking the Goatmachine passarono all'etichetta di Salisburgo NoiseArt Records, con cui realizzarono il loro secondo album intitolato Seven… a Dinner for One. Impostato come un concept album sulla favola dei fratelli Grimm dal titolo Il lupo e i sette capretti, e vedeva ancora lo stile ironico e scherzoso in salsa grindcore tipico della band spingersi questa volta fino alla cover Like A Goatmachine che era una manomissione di Get Up (I Feel like Being a) Sex Machine di James Brown. Al disco seguì un nuovo tour europeo che li vide anche condividere il palco con i Marduk. Dopo questo tour, Tony Goatana lasciò e Lazarus Hoove passò alla chitarra per lasciare il basso a Steve Shedaway.
Nel 2011, pubblicarono l'album Clockwork Udder, un disco che, seppur nel solito solco dell'ironia suonava decisamente più maturo, con sonorità più decisamente Death Metal rispetto ai due album precedenti. Il tour che seguì vide anche date con gli Eisregen e con i Varg.
Nel 2013 è stato pubblicarono il loro quarto album intitolato Stallzeit, che vedeva un ritorno alla miscela di grindcore, thrash metal e death metal che aveva caratterizzato la band nei primi dischi. L'album ottenne un notevole successo, tanto che i lettori di Metal Hammer lo votarono come uno dei migliori album di quell'anno.
Nel maggio 2015 i Milking The Goatmachine resero pubblico un primo trailer del loro nuovo album Goatgrind, che uscì su NoiseArt Records il 29 giugno in Europa e il 10 luglio in Nord America.
Il 31 marzo 2017 viene pubblicato il settimo album della band intitolato Milking In Blasphemy per l'etichetta Napalm Records. La band si esibì il 26 agosto 2017 al DeathFeast Open Air di Coblenza, in Germania.

## Formazione
- Goatleeb Udder - voce, batteria, chitarra, basso
- Goatfreed Udder - chitarra, basso
- Tony Goatana - chitarra (live)
- J.A Hornlicker - basso (live)

## Discografia

### Album in studio
- 2009 - Back from the Goats... a GoatEborg Fairy Tale
- 2010 - Seven... a Dinner for One
- 2011 - Clockwork Udder
- 2013 - Stallzeit
- 2014 - Greatest Hits - Covered in Milk
- 2015 - Goatgrind
- 2017 - Milking in Blasphemy
- 2019 - From Slum to Slam - The Udder Story

### Videoclip
- 2009 - Sour Milk Boogie
- 2009 - Surf Goataragua
- 2010 - Here Comes Uncle Wolf
- 2011 - More Humour than Human
- 2011 - Human Domestication
- 2012 - Ace of Spades
- 2013 - Only Goat Can Judge Me